# Dawn Marie Johnston
Dawn Marie Johnston, conocida como Dawn Marie, es una luchadora profesional nacida en Estados Unidos, que trabajó en National Wrestling Federation, Ladies Professional Wrestling Association y World Wrestling Federation.

## Carrera
Dawn Marie Johnston fue activa comenzando en la época de los ochenta y finalizando en los noventa, participó en All Japan Women's Pro-Wrestling donde se unió a Dump Matsumoto y Desiree Petersen para derrotar a Jaguar Yokota (Rimi Yokota) y The Jumping Boomb Angels, quien estuvo formada por Itsuki Yamazaki y Noriyo Tateno. Mientras el torneo se ponía desesperante, Dump Matsumoto logra ganarlo en 12 minutos para su equipo.
En marzo de 1986, ella luchó para World Wrestling Federation (WWF), en el Boston Garden, haciendo equipo con Velvet McIntyre para derrotar a Dump Matsumoto y Bull Nakano, quienes son derrotadas a la final y Dawn Marie con Velvet McIntyre logran ganar el torneo. Luego participó en Survivor Series (1987), junto a The Glamour Girls (Judy Martin y Leilani Kai), Donna Christanello y Sherri Martel quien tenía el cinturón de campeonato. 
En 1991 compitió en Ladies Professional Wrestling Asociación (LPWA) y realizó un torneo contra Magnificent Mimi, Rustee "The Foxx"Thomas, Kat Leroux, y Reggie Bennett.